# 泰陵 (隋朝)
泰陵是中国隋文帝杨坚及其独孤皇后的合葬陵园，位于陕西省咸阳市杨陵区五泉乡王上村。

## 现状

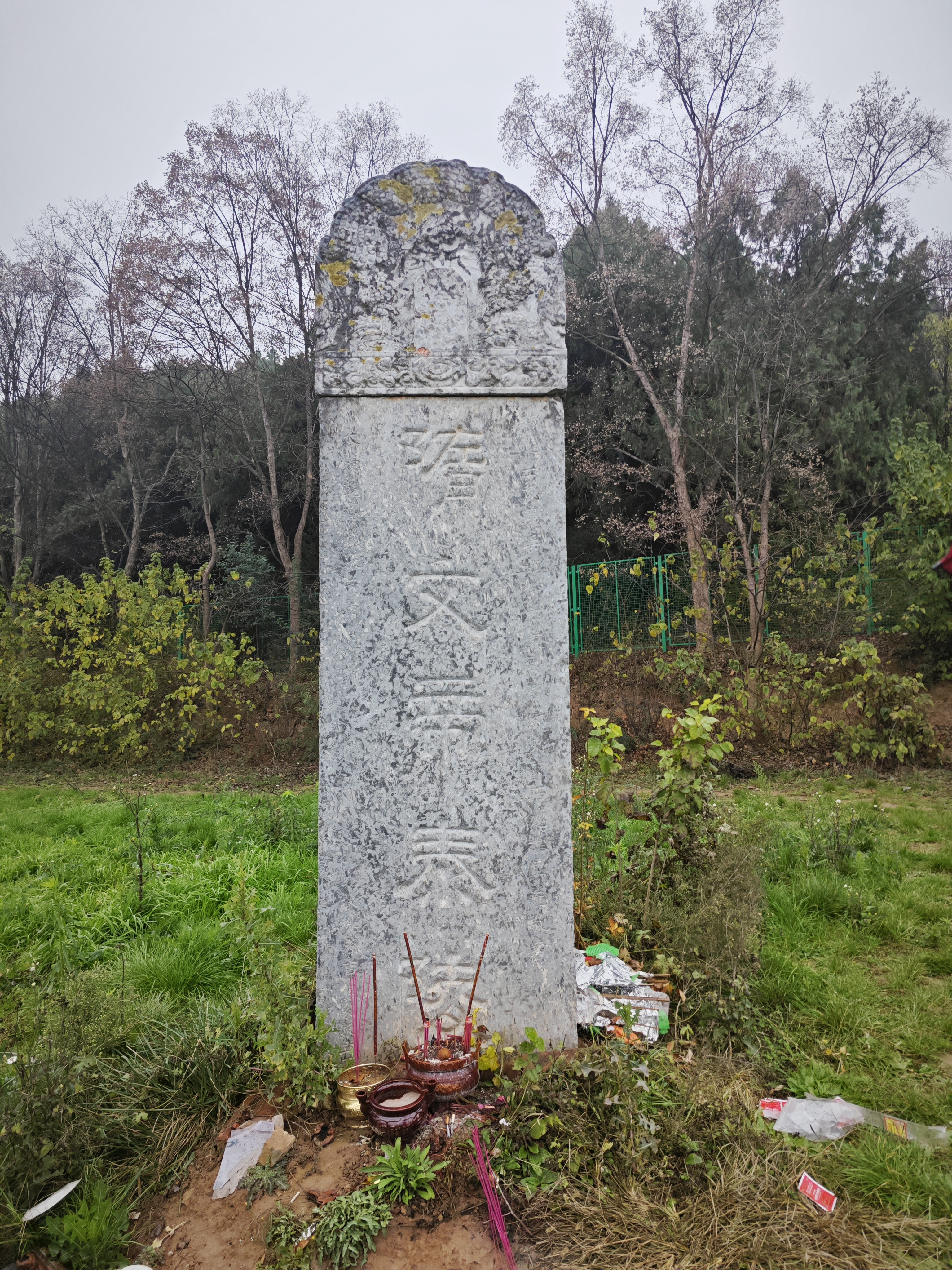
墓碑

陵园平面呈方形，四周的陵墙已基本被破坏，唯北墙尚且有部分残存，据残基测量，南北长652米，东西宽756米。呈覆斗形。陵底部东西长166米，南北宽152米；顶部东西长48米，南北宽38米。陵前有刻“隋文帝泰陵”石碑一通。